# Бесполое размножение
Бесполое размножение, или агамогенез, — один из способов размножения, при котором следующее поколение развивается из соматических клеток без участия репродуктивных клеток — гамет. Следует отличать бесполое размножение от однополого размножения (партеногенеза), который является особой формой полового размножения.

## Простое деление
Деление свойственно прежде всего одноклеточным организмам. Как правило, оно осуществляется путём простого деления клетки надвое. У некоторых простейших происходит деление на большее число клеток. Во всех случаях образующиеся клетки полностью идентичны исходной. Крайняя простота этого способа размножения, связанная с относительной простотой организации одноклеточных организмов, позволяет размножаться очень быстро. Так, в благоприятных условиях количество бактерий может удваиваться каждые 30—60 минут. Размножающийся бесполым путём организм способен бесконечно воспроизводить себя, пока не произойдёт спонтанное изменение генетического материала — мутация. Если эта мутация благоприятна, она сохранится в потомстве мутировавшей клетки, которое будет представлять собой новый клеточный клон. В бесполом размножении участвует один родительский организм, который способен образовать множество идентичных ему организмов.

## Размножение спорами
Бесполое размножение с помощью одноклеточных спор свойственно грибам и водорослям. Споры во многих случаях образуются путём митоза (митоспоры), причём иногда (особенно у грибов) в огромных количествах; при прорастании они воспроизводят материнский организм. Некоторые грибы, например злостный вредитель растений фитофтора, образуют подвижные, снабжённые жгутиками споры, называемые зооспорами или бродяжками. Проплавав в капельках влаги некоторое время, такая бродяжка «успокаивается», теряет жгутики, покрывается плотной оболочкой и затем, в благоприятных условиях, прорастает.
В зависимости от вида, споры грибов могут быть участвовать как в процессе бесполого, так и полового размножения.

Бактериальные споры — это покоящиеся клетки со сниженным метаболизмом, окружённые многослойной оболочкой, устойчивые к высыханию и другим неблагоприятным условиям, вызывающим гибель обычных клеток. Однако, споры бактерий не принимают участие в процессе размножения.

## Вегетативное размножение
Другой вариант размножения осуществляется путём отделения от организма его части, состоящей из большего или меньшего числа клеток. Из них развивается взрослый организм. Примером может служить размножение растений побегами, черенками, луковицами или клубнями. Такая форма бесполого размножения обычно называется вегетативным размножением. В своей основе оно аналогично процессу регенерации.
Вегетативное размножение играет важную роль в практике растениеводства. Так, может случиться, что высеянное растение (например, яблоня) обладает некой удачной комбинацией признаков. У семян данного растения эта удачная комбинация почти наверняка будет нарушена, так как семена образуются в результате полового размножения, а оно связано с рекомбинацией генов. Поэтому при разведении яблонь обычно используют вегетативное размножение — отводками, черенками или прививками почек на другие деревья.

## Почкование
Некоторым видам одноклеточных свойственна такая форма бесполого размножения, как почкование. В этом случае происходит митотическое деление ядра. Одно из образовавшихся ядер перемещается в формирующееся локальное выпячивание материнской клетки, а затем этот фрагмент отпочковывается. Дочерняя клетка существенно меньше материнской, и ей требуется некоторое время для роста и достраивания структур, после чего она приобретает вид, свойственный зрелому организму. Почкование — вид вегетативного размножения.
Почкованием размножаются многие низшие грибы, и некоторые высшие грибы, например, дрожжи и даже многоклеточные животные, например пресноводная гидра. При почковании дрожжей на клетке образуется утолщение, постепенно превращающиеся в полноценную дочернюю клетку дрожжей. На теле гидры несколько клеток начинают делиться, и постепенно на материнской особи вырастает маленькая гидра, у которой образуются рот со щупальцами и кишечная полость, связанная с кишечной полостью материнского организма.

## Фрагментация (деление тела)
Некоторые организмы могут размножаться стробиляцией: делением тела на несколько частей, причём из каждой части вырастает полноценный организм, во всём сходный с родительской особью (плоские и кольчатые черви, иглокожие).